# Rémy Ebanega
Rémy Ebanega (ur. 17 listopada 1989 w Bitam) – gaboński piłkarz grający na pozycji środkowego obrońcy.

## Kariera klubowa
Ebanega jest wychowankiem klubu US Bitam z miasta Bitam. W 2008 roku zadebiutował w jego barwach w pierwszej lidze gabońskiej. Jeden raz wywalczył z US Bitam tytuł mistrza Gabonu, w 2010 roku. Także jeden raz wygrał rozgrywki Coupe du Gabon Interclubs, także w 2010 roku.
| Sezon   | Klub         | Kraj    | Rozgrywki            | Mecze | Bramki | Rozgrywki Europy | Mecze | Bramki |
| ------- | ------------ | ------- | -------------------- | ----- | ------ | ---------------- | ----- | ------ |
| 2008/09 | US Bitam     | Gabon   | Division 1           | ?     | ?      | –                | –     | –      |
| 2009/10 | US Bitam     | Gabon   | Division 1           | ?     | ?      | –                | –     | –      |
| 2010/11 | US Bitam     | Gabon   | Division 1           | ?     | ?      | –                | –     | –      |
| 2011/12 | US Bitam     | Gabon   | Division 1           | ?     | ?      | –                | –     | –      |
| 2012/13 | AJ Auxerre   | Francja | Ligue 2              | 12    | 0      | –                | –     | –      |
| 2013/14 | AJ Auxerre B | Francja | CFA 2                | 14    | 1      | –                | –     | –      |
| 2014/15 | CA Bastia    | Francja | Championnat National | 4     | 0      | –                | –     | –      |
| 2015/16 | CA Bastia    | Francja | Championnat National | 0     | 0      | –                | –     | –      |

## Kariera reprezentacyjna
W reprezentacji Gabonu Ebanega zadebiutował w 2011 roku. W 2012 roku został powołany do kadry na Puchar Narodów Afryki 2012.